# Neverland (公司)
Neverland（日语：ネバーランドカンパニー）是日本一家电子游戏开发公司，成立于1993年5月7日。该公司曾为超级任天堂、Dreamcast、GameCube、PS2、Game Boy Color、任天堂DS、PSP和Wii等平台开发游戏。因破產關係，公司已於2013年11月29日終止所有業務。其中最出名的游戏是四狂神战记系列（Lufia）、符文工廠系列（Rune Factory）等。大部分成員目前任職於Adglobe於2018年2月成立的子公司Live Wire。

## 游戏

### 超级任天堂
- 《四狂神战记》
- 《Hat Trick Hero 2》
- 《四狂神战记II》
- 《风水回廊记》 (Japan)
- 《Energy Breaker》 (Japan)

### Game Boy Color
- 《Lufia: The Legend Returns》

### Saturn
- 《仙窟活龙大战》

### Dreamcast
- 《罗德斯岛战记 邪神降临》
- 《不思議のダンジョン 風来のシレン外伝 女剣士アスカ見参!》

### Game Boy Advance
- 《CIMA: The Enemy》

### GameCube
- 《Disney's Party》

### PlayStation 2
- 《Shining Force Neo》
- 《Shining Force EXA》

### PlayStation 3
- 《符文工廠 蓝海奇缘》

### Wii
- 《符文工廠 未知大地》
- 《Shining Force Gear》
- 《符文工廠 蓝海奇缘》

### 任天堂DS
- 《半熟英雄》
- 《符文工廠》
- 《符文工廠2》
- 《Dramatic Dungeon Sakura Taisen》
- 《符文工廠3》
- 《Lufia: Curse of the Sinistrals》

### 任天堂3DS
- 《符文工廠4》